# Retard de groupe et retard de phase
En traitement du signal, le temps de propagation de groupe ou retard de groupe est le retard infligé par un filtre, en secondes, à l'enveloppe en amplitude pour un signal à bande étroite. Le retard de phase est le retard (en secondes) de chaque composante fréquentielle calculé à partir de la réponse en phase du filtre. Le temps de propagation de groupe et le retard de phase dépendent en général de la fréquence, à l'exception d'un filtre à phase linéaire dont le retard de groupe et de phase sont constants et sont tous deux égaux.
Mathématiquement, le retard de groupe {\displaystyle \tau _{g}(\omega )} et retard de phase {\displaystyle \tau _{\phi }(\omega )} sont calculés par les formules
{\displaystyle \tau _{g}(\omega )=-{\frac {d\phi }{d\omega }}(\omega )\ }
{\displaystyle \tau _{\phi }(\omega )=-{\frac {\phi (\omega )}{\omega }}\ } .
où {\displaystyle \phi (\omega )} désigne la phase de la fonction de transfert en fonction de la pulsation.

## Fondement

Diagramme de Bode d'un filtre passe-bande. Le retard de groupe correspond à l'opposé de la pente de la tangente

Tout système linéaire introduit un retard (ou délai) sur chacune des composantes fréquentielles du signal. À moins que le système soit à phase linéaire, ce retard est différent pour chaque composante fréquentielle. La variation de ce retard entraîne une distorsion sur le signal (distorsion de phase) car chaque composante n'est pas retardée de la même façon. Ces distorsions se constatent par les non-linéarités du tracé de la phase du diagramme de Bode et peuvent être quantifiées par les variations du temps de propagation de groupe et retard de phase par rapport à la fréquence.
Le retard de phase a la justification mathématique la plus directe. Pour une entrée harmonique
{\displaystyle x(t)=e^{i\omega t}\ }
la sortie est
{\displaystyle {\begin{aligned}y(t)=|H(i\omega )|\ e^{i\left(\omega t+\phi (\omega )\right)}\ \\\end{aligned}}\ }.
Si l'on souhaite interpréter le déphasage en termes de retard, on identifie {\displaystyle e^{i\left(\omega t+\phi (\omega )\right)}} à {\displaystyle e^{i\left(\omega (t-\tau _{\phi }(\omega ))\right)}}, ce qui amène à {\displaystyle -\omega \tau _{\phi }(\omega )=\phi (\omega )[2\pi ]}. En ignorant la congruence, on retrouve
{\displaystyle \tau _{\phi }(\omega )=-{\frac {\phi (\omega )}{\omega }}.}

Illustration de la signification du temps de propagation de groupe pour un paquet d'onde localisé en temps et en fréquence

Le temps de propagation de groupe s'interprète en considérant plusieurs composantes fréquentielles. On prend comme signal d'entrée un paquet d'onde localisé en temps et en fréquence autour d'une pulsation {\displaystyle \omega _{0}}. Dans le domaine fréquentiel, le signal peut s'écrire comme
{\displaystyle {\hat {x}}(\omega )={\hat {A}}(\omega -\omega _{0})}
où {\displaystyle {\hat {A}}(\omega )} est la transformée de Fourier de l'enveloppe {\displaystyle A(t)}. Sous l'hypothèse que {\displaystyle {\hat {A}}(\omega )} est concentrée autour de 0, la  sortie du filtre s'approxime dans le domaine fréquentiel par
{\displaystyle {\hat {y}}(\omega )\approx |H(i\omega _{0})|{\hat {A}}(\omega -\omega _{0})e^{i\left[\phi (\omega _{0})+{\frac {d\phi }{d\omega }}(\omega _{0})\,\cdot (\omega -\omega _{0})\right]}}
On n'a pas fait apparaître le terme d'ordre 1 lié au module {\displaystyle |H(i\omega )|} qui n'est pas d'intérêt ici (on ignore ainsi les distorsions d'amplitude). Cette approximation s'écrit encore:
{\displaystyle {\hat {y}}(\omega )\approx H(i\omega _{0}){\hat {A}}(\omega -\omega _{0})e^{i{\frac {d\phi }{d\omega }}(\omega _{0})\,\cdot (\omega -\omega _{0})}}
Or le terme variable {\displaystyle {\hat {A}}(\omega -\omega _{0})e^{i{\frac {d\phi }{d\omega }}(\omega _{0})\,\cdot (\omega -\omega _{0})}} correspond à la transformée de Fourier de l'enveloppe translatée {\displaystyle A(t-\tau _{g})} avec {\displaystyle \tau _{g}} le temps de propagation de groupe défini par
{\displaystyle \tau _{g}=-{\frac {d\phi }{d\omega }}(\omega _{0})\ }.
{\displaystyle \tau _{g}} s'interprète ainsi comme le retard du paquet d'onde infligé par l'action du filtre.